# Jarta
Jarta (arab. يرته) – wieś w Syrii, w muhafazie Latakia. W 2004 roku liczyła 902 mieszkańców.